# Georges Lebret
Georges Lebret, né le 7 novembre 1853 à Étampes et mort le 16 janvier 1927 à Paris, est un avocat et homme politique français.

## Biographie

### Les débuts d'un jeune juriste
Georges Lebret naît en 1853 à Étampes, où s'était fixé son père d'origine normande. Il y suit de brillantes études secondaires, puis entreprend des études de droit. Il devient clerc de notaire, et bientôt principal clerc d'une importante étude de Paris, celle de Me Delapalme. Reçu docteur en droit en 1879 à la Faculté de Paris, il est alors envoyé  en Angleterre et en Écosse par le ministre de l'Instruction publique pour y étudier la législation et les usages relatifs à la propriété foncière, aux baux et aux questions agricoles. De retour en France, il publie en 1882 un ouvrage très remarqué sur les questions agricoles dans ces pays, et demande à être attaché comme agrégé à la Faculté de droit de Caen.

### L'enseignant et l'avocat
Pendant cinq ans, Georges Lebret est le suppléant du célèbre jurisconsulte caennais Charles Demolombe dans sa chaire de code civil. En 1885, il est nommé professeur titulaire en droit criminel, puis chargé en 1891 d'un cours de législation financière.
Parallèlement, il devient avocat à la Cour d'appel de Caen.

### L'homme politique
Engagé dans la vie politique, Georges Lebret est élu conseiller municipal en mai 1892, puis très rapidement maire de Caen à la quasi-unanimité. Il occupe cette fonction du 15 mai 1892 au 16 mai 1896.
Parallèlement, il brigue un siège à la Chambre des députés. Après un premier échec aux élections législatives de Seine-et-Oise en 1885, il tente de nouveau sa chance dans la 1re circonscription de Caen sur la liste des progressistes. Il est élu député du Calvados au premier tour le 20 août 1893, aux dépens de son adversaire boulangiste Engerand. Il est ensuite réélu au second tour aux élections des 8 et 22 mai 1898, mais ne parvient pas à remporter un troisième mandat à celles du 27 avril 1902, et retrouve son poste de professeur à la Faculté de Caen pour y enseigner le droit civil.
Son activité à la Chambre fut assez terne : tarifs de transport de houille, suppression des octrois, loi relative à la margarine, etc. Il fut également membre du Comité consultatif des chemins de fer. « Partisan d'un gouvernement stable et fort, nécessaire au maintien des principes démocratiques sur lesquels repose la République », il s'oppose à la coalition des extrêmes, source d'instabilité et de trouble. Il approuve au contraire le maintien et l'application loyale du Concordat, le maintien des lois scolaire et militaire, la protection agricole, le développement, dans la liberté, de la mutualité, des sociétés ouvrières, la participation aux bénéfices, etc. Il se montre attaché au principe démocratique de solidarité et de fraternité, tout en prônant une répression plus efficace de la mendicité et du vagabondage.
Georges Lebret est ministre de la Justice et des Cultes du 1er novembre 1898 au 12 juin 1899 dans les quatrième et cinquième cabinets Charles Dupuy.
A sa mort en 1927, il est inhumé dans la sépulture de sa belle-famille Dumont et Guilet au cimetière ouest de Condé-sur-Noireau à Condé-en-Normandie (Calvados).

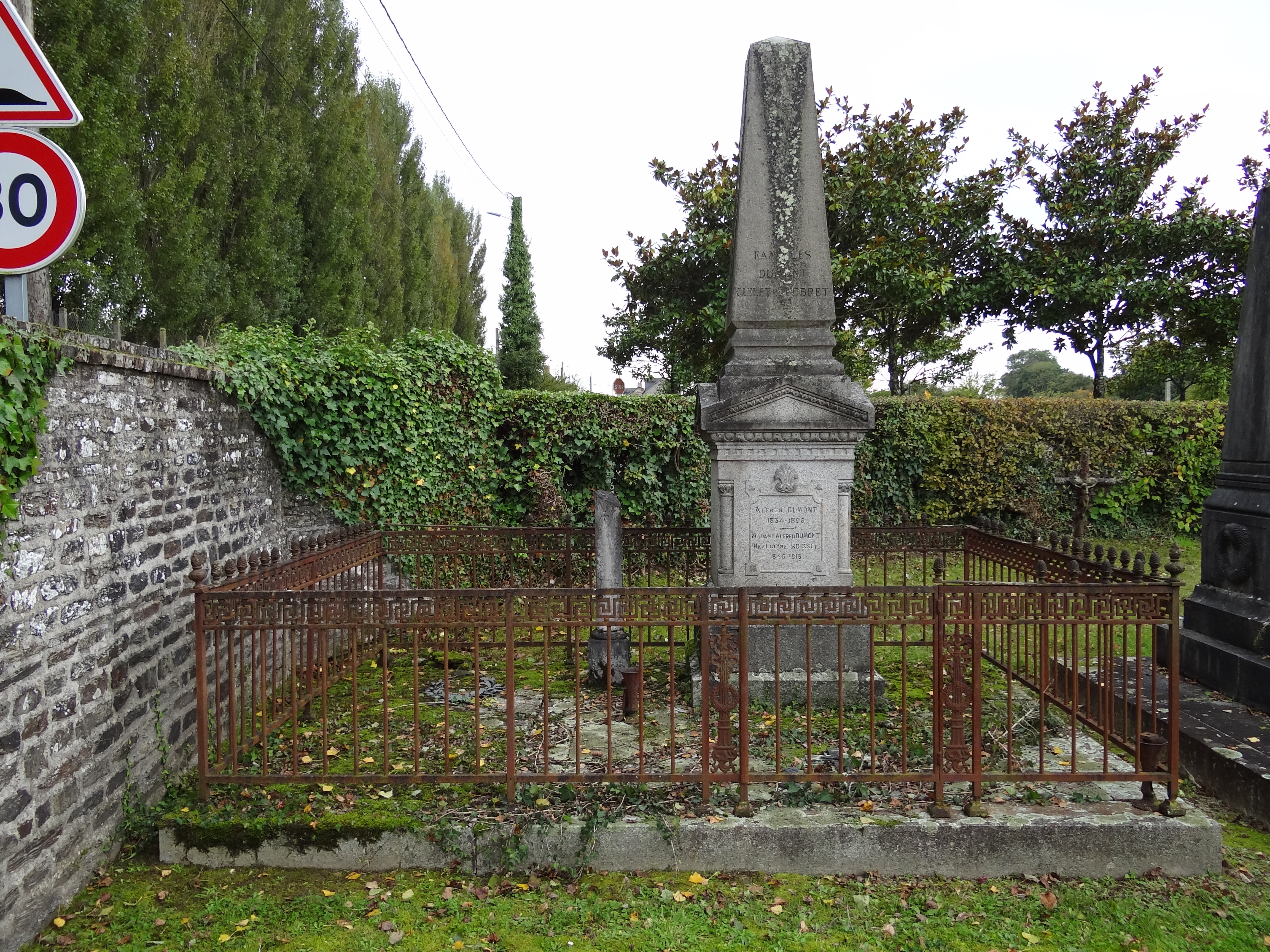
La tombe de Georges Lebret au cimetière ouest de Condé-sur-Noireau à Condé-en-Normandie (Calvados).

### Publications
- Étude sur la propriété foncière en Angleterre, initialement publiée dans la Revue pratique de droit français, puis en un volume séparé, 1882.
- Articles dans la Revue critique de législation.
- Articles dans le Journal du droit international privé.

## Hommage
Le 26 mai 1932, la ville de Caen nomme en son honneur une nouvelle voie ouverte longeant l'hôtel Daumesnil, entre le boulevard des Alliés (actuel boulevard Maréchal-Leclerc) et la place de la République. L'hôtel des postes est construit sur l'unique parcelle entre la rue Georges Lebret et la place Gambetta.

## Sources
- « Georges Lebret », dans le Dictionnaire des parlementaires français (1889-1940), sous la direction de Jean Jolly, PUF, 1960 [détail de l’édition]